# Алст, Виллем ван
Виллем ван Алст, или или Гильермо ван Алст (нидерл. Willem van Aelst, Guillermo van Aelst, 16 мая 1627, Утрехт или Делфт — после 1683, Амстердам) — голландский живописец эпохи «Золотого века голландской живописи», представитель голландской школы цветочного и фруктового натюрморта. Племянник и ученик Эверта ван Алста. Часто подписывал свои картины «Guill.mo van Aelst»

## Жизнь и творчество
О жизни Виллема ван Алста известно немного. Он родился в Делфте 16 мая 1627 года в семье нотариуса Яна ван Алста и Катарины де Веер. Учился живописи у своего дяди, живописца натюрмортов Эверта ван Алста. 9 ноября 1643 года был принят в делфтскую Гильдию Святого Луки. В 1645—1649 годах Виллем ван Алст жил и работал во Франции, затем, до 1656 года — в Италии. Длительное время он находился во Флоренции, где выполнял заказы великого герцога Тосканского Фердинандо II Медичи.
В награду за свои заслуги от великого герцога Тосканы получил золотую медаль. В Палаццо Питти во Флоренции сохранилось несколько натюрмортов с цветами того времени. В Италии ван Алст встретил Маттиаса Витоса и Паулюса Бора Младшего. Он также сотрудничал с другим нидерландским мастером, Отто Марсеусом ван Скриком, который писал в цветочных натюрмортах ван Алста забавных насекомых.
Предполагается, что Ван Алст посетил Рим и стал членом общества «Перелётные птицы», или «Бент», — «братства», иностранных художников, прибывавших в католический Рим из северных стран (главным образом из Нидерландов и Германии). Такое предположение основано на том, что художник подписывал свои римские произведения «изогнутым именем» (согласно правилам общества, каждый его участник получал новое имя). Виллем ван Алст получил имя «птичье пугало» (De vogelverschrikker), ставшее потом его псевдонимом, но документов, подтверждающих это, не обнаружено.
С 1657 года и вплоть до своей кончины художник жил и работал в Амстердаме. В канун Нового 1678 года Виллем ван Алст в возрасте пятидесяти одного года обручился со своей домашней служанкой Хеленой Ньювенбургс, немкой 35 лет. Они поженились 15 января 1679 года, от этого брака родилось трое детей. Обустроив мастерскую, он стал принимать учеников, среди которых были Рашель Рюйш и Мария ван Остервейк.
Самая ранняя из работ ван Алста, «Натюрморт с фруктами» (1642), погибла во время Второй Мировой войны.
В настоящее время его картины можно увидеть в музеях и картинных галереях Амстердама, Берлина, Вашингтона, Будапешта, Дрездена, Вены, Гамбурга, Копенгагена, Мадрида, Парижа, Сан-Франциско, Тулузы, Гётеборга, Цинциннати, Касселя, Оксфорда. В санкт-петербургском Эрмитаже имеются три натюрморта работы Виллема ван Алста.

## Галерея
- Натюрморт с битой птицей и охотничьими принадлежностями. 1660. Холст, масло. Берлинская картинная галерея
- Цветы в серебряной вазе. 1663. Холст, масло. Музей изобразительных искусств Сан-Франциско, Калифорния, США
- Натюрморт с охотничьим снаряжением и битой птицей. 1668. Кунстхалле, Карлсруэ
- Натюрморт с цветами. 1665. Холст, масло. Музей Тома-Анри, Шербур-Октевиль
- Натюрморт с фруктами. 1677. Холст, масло. Частное собрание